# Al-Ittihad Sports Club of Aleppo
L'Al-Ittihad Sports Club of Aleppo, noto come Al-Ittihad Aleppo (in arabo نادي الاتحاد الرياضي الحلبي‎?, "club calcistico l'Unione di Aleppo"), è una società polisportiva siriana di Aleppo, fondata nel 1949 e attiva in venti discipline. La sua sezione calcistica nella Prima Lega, la massima serie del campionato siriano di calcio.
La sezione calcistica dell'Al-Ittihad di Aleppo è la compagine più titolata del calcio siriano, avendo vinto 6 campionati siriani, 9 Coppe di Siria e una Coppa dell'AFC.
La squadra gioca allo stadio internazionale di Aleppo, impianto da 53 200 posti a sedere inaugurato nel 2007.

## Organico

### Rosa
| N. |                  | Ruolo | Calciatore         |
| -- | ---------------- | ----- | ------------------ |
|    | Siria (bandiera) | P     | Zakaria Dehneh     |
|    | Siria (bandiera) | P     | Khaled Ibrahim     |
|    | Siria (bandiera) | P     | Mohamad Mardini    |
|    | Siria (bandiera) | D     | Zakaria Boudaqa    |
|    | Siria (bandiera) | D     | Ahmad Bastanli     |
|    | Siria (bandiera) | D     | Omar Hemidi        |
|    | Siria (bandiera) | D     | Zakaria Hasan Beik |
|    | Siria (bandiera) | D     | Omar Samman        |
|    | Siria (bandiera) | D     | Ahmad Al Ali       |
|    | Siria (bandiera) | D     | Firas Misho        |
|    | Siria (bandiera) | C     | Hussain Haj Ali    |
|    | Siria (bandiera) | C     | Hazem Jabara       |
|    | Siria (bandiera) | C     | Ayman Salal        |

| N. |                  | Ruolo | Calciatore         |
| -- | ---------------- | ----- | ------------------ |
|    | Siria (bandiera) | C     | Fares Hindawi      |
|    | Siria (bandiera) | C     | Mohamad Mido       |
|    | Siria (bandiera) | C     | Mohamad Ghabbash   |
|    | Siria (bandiera) | C     | Abdulhadi Sawas    |
|    | Siria (bandiera) | C     | Zakaria Al Omari   |
|    | Siria (bandiera) | C     | Mohamed Al Youssef |
|    | Siria (bandiera) | C     | Radwan Kalaji      |
|    | Siria (bandiera) | C     | Ibrahim Sawas      |
|    | Siria (bandiera) | C     | Mohamad Al Ahmad   |
|    | Siria (bandiera) | A     | Saleh Al Raei      |
|    | Siria (bandiera) | A     | Hussam Omar        |
|    | Siria (bandiera) | A     | Abdullah Najjar    |

## Palmarès

### Competizioni nazionali
- Campionato siriano: 7

1967, 1968, 1977, 1993, 1995, 2005, 2025
- Coppa di Siria: 10

1965, 1973, 1982, 1984, 1985, 1994, 2005, 2006, 2011, 2022

### Competizioni internazionali
- Coppa dell'AFC: 1

2010